# Agents
Agents est un groupe de musique Rock 'n' roll et Schlager fondé en 1979 en Finlande . 

## Présentation
Le leader du groupe est le guitariste Esa Pulliainen. 
Le groupe joue souvent pour des solistes connus, tels que Rauli Somerjoki, Topi Sorsakoski, Jorma Kääriäinen et Ville Valo.

## Discographie

### Albums
- 1980: Agents
- 1982: Ikkunaprinsessa
- 1983: Tähdet, tähdet
- 1985: Laivat
- 1986: In Beat (double platinum)
- 1987: Besame Mucho (double platinum)
- 1988: Pop (double platinum)
- 1990: Half and Half (gold)
- 1995: Agents Forever
- 1996: Agents Is Back! (gold)
- 1997: Agents Is More! (platinum)
- 1998: Agents Is Best! (platinum)
- 1999: Laulava Sydän (platinum)
- 2001: Agents Is... Here! (platinum)
- 2001: Agents Is... Rock! Vol 1 (gold)
- 2003: Agents Is... Tonight (gold)
- 2004: Pop Show (The Boysin kanssa)
- 2006: Agents Is Allright (gold)
- 2007: Renegades (gold)
- 2008: Agents... Is Beat! – Instrumental 2008 Recordings
- 2011: Agents Go Go
- 2012: On Stage / In Studio (credited to Agents & Vesa Haaja)
- 2014: Sound on Sound (credited to Agents & Vesa Haaja)
- 2016: Blue (credited to Agents & Vesa Haaja)
- 2019: Ville Valo & Agents (gold)

### Compilations
- 1989: Greatest Hits (gold)
- 1992: In memoriam
- 2002: Surujen kitara – 32 Greatest Hits (platinum)
- 2003: In the Beginning - Johanna Years 1979-1984
- 2004: Agents & Jorma Kääriäinen... Is Best Vol.2 (platinum)
- 2005: Kevyesti vaan (2005)